# Bằng Hữu
Bằng Hữu là một xã thuộc huyện Chi Lăng, tỉnh Lạng Sơn, Việt Nam.
Xã Bằng Hữu có diện tích 32,11 km², dân số năm 1999 là 2.623 người, mật độ dân số đạt 82 người/km².
Theo thống kê năm 2019, xã Bằng Hữu có diện tích 32,11 km², dân số là 2.468 người, mật độ dân số đạt 77 người/km².